# Henry-Joseph-Gaston Choderlos de Laclos
Henry-Joseph-Gaston Choderlos de Laclos, francoski general, * 1878, † 1970.